# The Century European Timber Corporation
The Century European Timber Corporation – angielskie przedsiębiorstwo eksploatujące Puszczę Białowieską (10 nadleśnictw). Na mocy umowy podpisanej między spółką a rządem polskim, spółka miała działać na tym terenie w okresie 1924–1934 r.

## Organizacja firmy

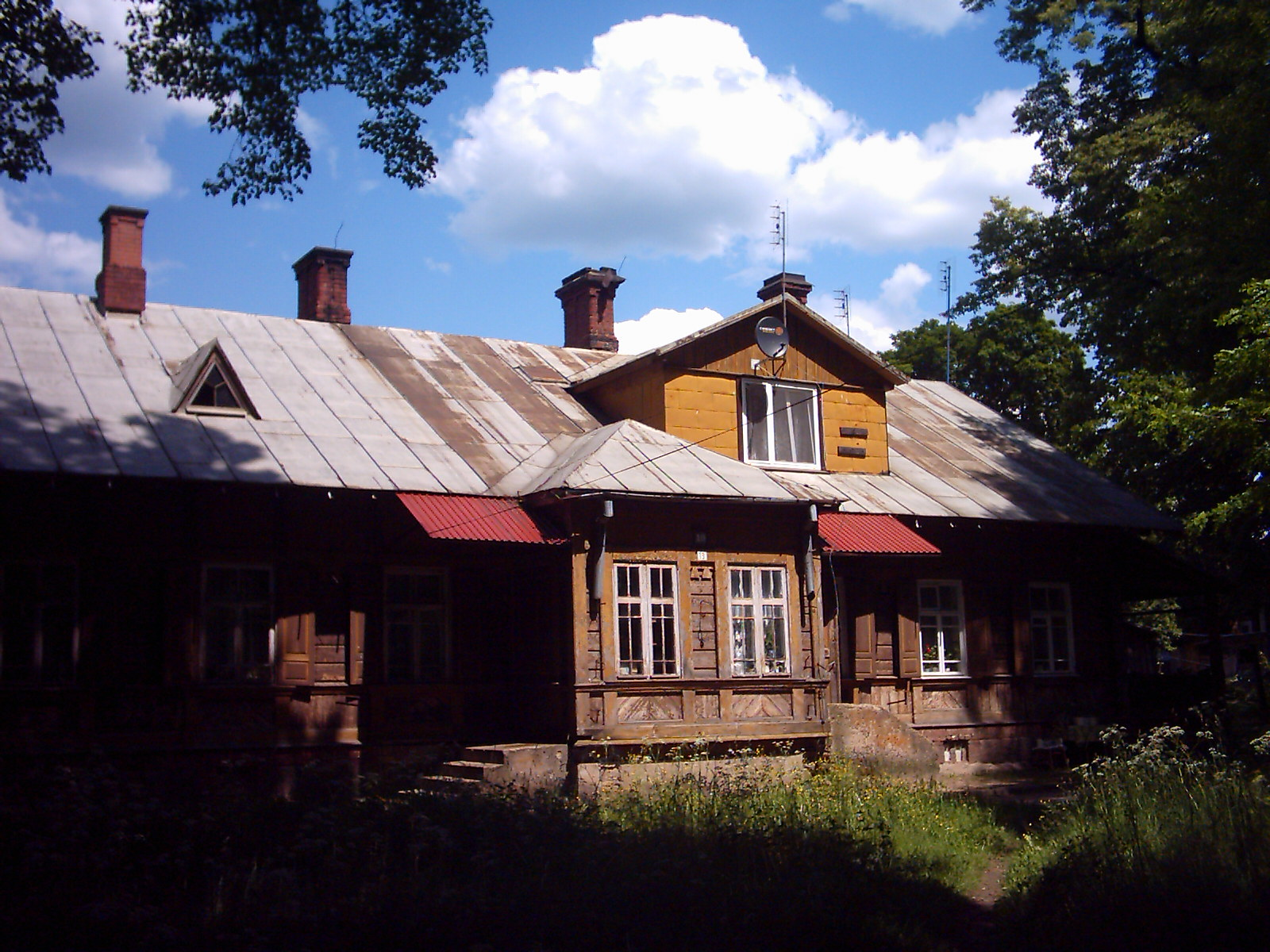
Jeden z domów na dzielnicy „Centura” w Białowieży

Na czele przedsiębiorstwa stał Anglik o nazwisku Bell, który kierował spółką ze swej rezydencji w Białowieży. Na potrzeby administracji, spółka wyremontowała pałac carski, który zajęła w całości, z wyjątkiem salonów zajmowanych uprzednio przez cara. Szefami działów spółki byli dwaj rosyjscy książęta. Zatrudniono polskiego tłumacza, a jako inspektora pracy gen. S. Bułak-Bałachowicza. Zorganizował on i nadzorował zmilitaryzowane oddziały pracownicze.
Spółka wykupiła od chłopów z Białowieży działki i wybudowała na nich własną dzielnicę willową, którą nazwano „Centurą”.
Mimo zaangażowaniu kilkutysięcznej rzeszy robotników, tzw. „bałachowców”, czyli byłych żołnierzy armii gen. Bułak-Bałachowicza oraz mieszkańców wsi i osad, spółka „The Century European Timber Corporation”, przez okoliczną ludność zwana „Centura”, stale odczuwała niedobory siły roboczej. Oferując dość wysokie stawki płacowe, werbowała robotników (z rodzinami) z najodleglejszych regionów Polski.

## Gospodarka firmy

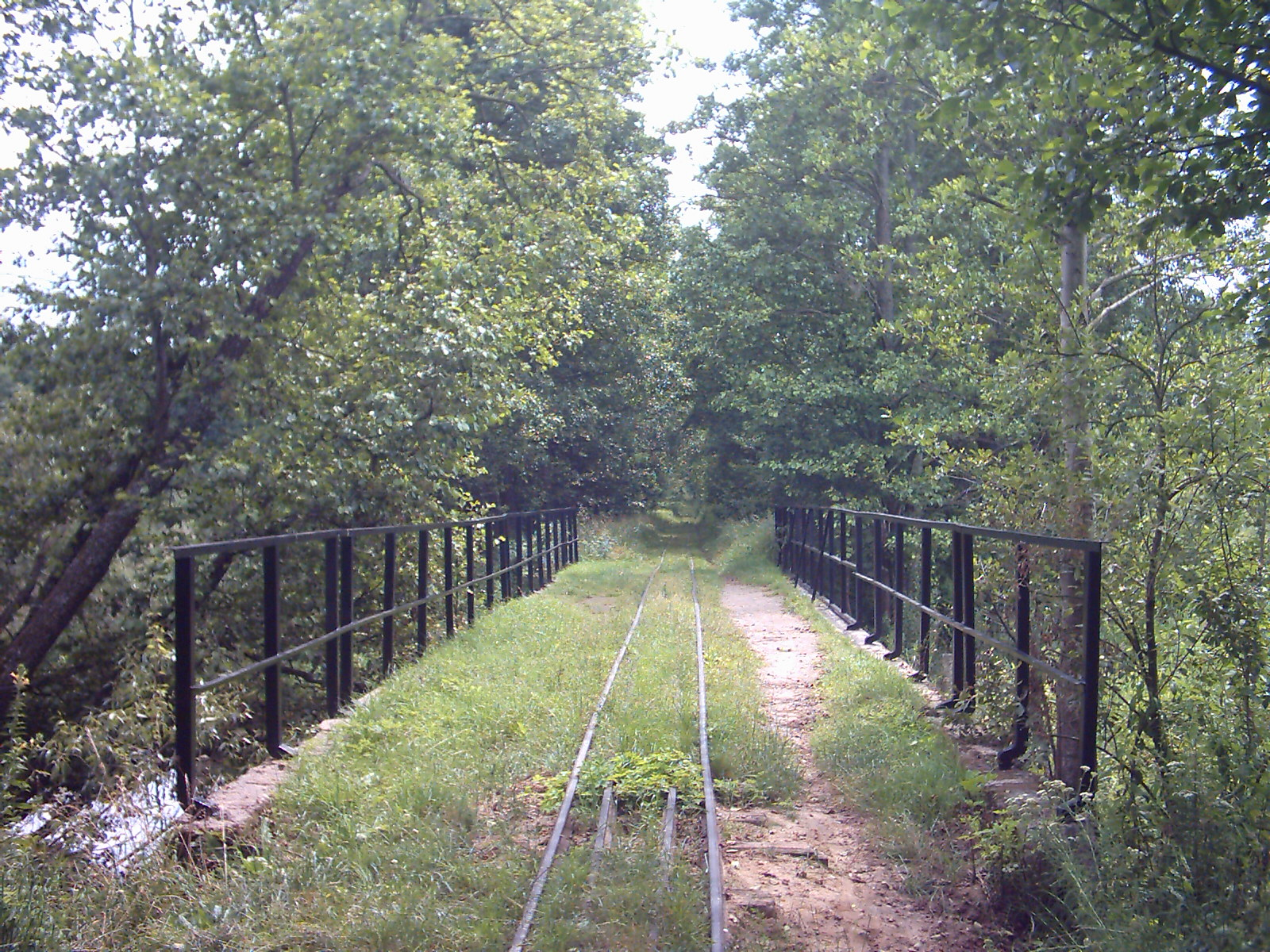
Kolejka wąskotorowa Hajnówka – Topiło wybudowana przez The Century European Timber Corporation.

„Centura” dostała dziesięcioletnią koncesję na wyrąb 7,2 mln m³ drewna nad Niemnem i w Puszczy Białowieskiej, w tym z samej Puszczy 4 mln m³. Zasoby drzewostanu po 10 latach miały spaść do 17 mln m³, czyli dwukrotnie zmniejszyć się w stosunku do 1916 roku. Ogólnie planowano wyciąć drzewa na powierzchni 20 tys. hektarów. Cięcia prowadzono metodą zrębów zupełnych, z pozostawieniem nasienników i drzew stanowiących osobliwości i pomniki przyrody. Na miejsce wyciętych drzew nie prowadzono zalesień. Na początek do wycięcia wytypowano 2 tys. ha lasu.
Do wywozu drewna wykorzystywano sieć kolejki wąskotorowej. W roku 1925 kolejką wywieziono z Puszczy ponad 800 tys. m³ drewna. Wybudowano też nowe linie kolejki, między innymi kolejkę na Topiło, jedną z dwóch, działających obecnie jako linia turystyczna. Zwiększono tabor sprowadzając 22 parowozy typu Tx, uchodzące wówczas za najnowocześniejsze.
Od samego początku firma przystąpiła do masowego wycinania jakościowo najlepszych drzew. Wycinka bez nasadzeń prowadziła do niemal całkowitego wyniszczenia Puszczy Białowieskiej. Wzdłuż linii kolejowych wycięto najcenniejsze drzewostany. Pozostałych po takiej gospodarce zrębów, nie oczyszczano z gałęzi ani ze słabszej jakości drewna.
Spółka wycięła i wywiozła ponad 2,5 mln m³ drewna przeważnie w postaci tarcicy. Tarcicę uzyskiwano w firmowych tartakach w Gródkach koło Białowieży i na Stoczku w Białowieży. Pod zarządem „Century” znalazł się jeden z największych tartaków ówczesnej Polski – zakład tartaczny w Hajnówce. W tartaku tym powstała filia spółki o nazwie „Century Timber Company Ltd.- Polska Spółka Drzewna Century”. Produkowała ona tarcicę wysokiej jakości przeznaczoną na rynek angielski.

## Strajk robotników
Spółka nie troszczyła się o poprawę warunków pracy i płacy, dążono do obniżania zarobków. Robotnicy byli pozbawieni ubezpieczenia, wszystko to zaowocowało wystąpieniami.
1 kwietnia 1928 r. na kolejkach leśnych spółki „The Century European Timber Corporation” w Hajnówce rozpoczął się strajk powszechny. Akcja strajkowa zakończyła się 4 czerwca uzyskaniem podwyżki płac od 5 do 20%.

## Rozwiązanie umowy
Pod wpływem opinii publicznej i wystąpień strajkujących robotników z terenów Puszczy Białowieskiej, oraz niedopełnieniu warunków umowy przez spółkę podjęto decyzję o zerwaniu kontraktu.
29 maja 1929 r. rozwiązano jednostronnie umowę z firmą angielską wypłacając odszkodowanie w wysokości 375 tys. funtów szterlingów, co w przeliczeniu wówczas wynosiło 6,2 ml. zł z czego potrącono niespłacone przez spółkę podatki w wysokości 1,5 mln zł.